# Excellent Air (Greven)
Excellent Air (zuvor Grenzland Air Service) war eine deutsche Fluggesellschaft mit Sitz am Flughafen Münster/Osnabrück. Sie war im Geschäftsreise-Charterverkehr tätig.

## Geschichte
Das Unternehmen wurde 1969 als Grenzland Air Service gegründet und war von dortan 38 Jahre lang am Flugplatz Stadtlohn-Vreden beheimatet. Im Jahr 2000 wurde die Gesellschaft in Excellent Air umbenannt.
Im Frühjahr 2006 eröffnete Excellent Air eine neue Wartungshalle am Flughafen Münster/Osnabrück, im Sommer 2007 erfolgte dann der Umzug dorthin. Anfang September 2007 wurde Insolvenz beantragt. Die drei Dornier 328 gingen zu Cirrus Airlines.

## Aufgaben
Im Charterflugverkehr kamen die Jets im Sinne von Gruppen-, Event- oder Sportreisen zum Einsatz. Außerdem wurden Werksshuttle-Flüge abgewickelt. Zu den Kunden von Excellent Air gehörten zeitweise mehrere Sportvereine (z. B. VfL Wolfsburg) und Musikgruppen. So wickelte die Gesellschaft die gesamte Europatournee von Joe Cocker ab.

## Flotte
- 3 Dornier 328
- 4 Cessna Citation
- 2 Beechcraft Super King Air